# Ruf Rt 12

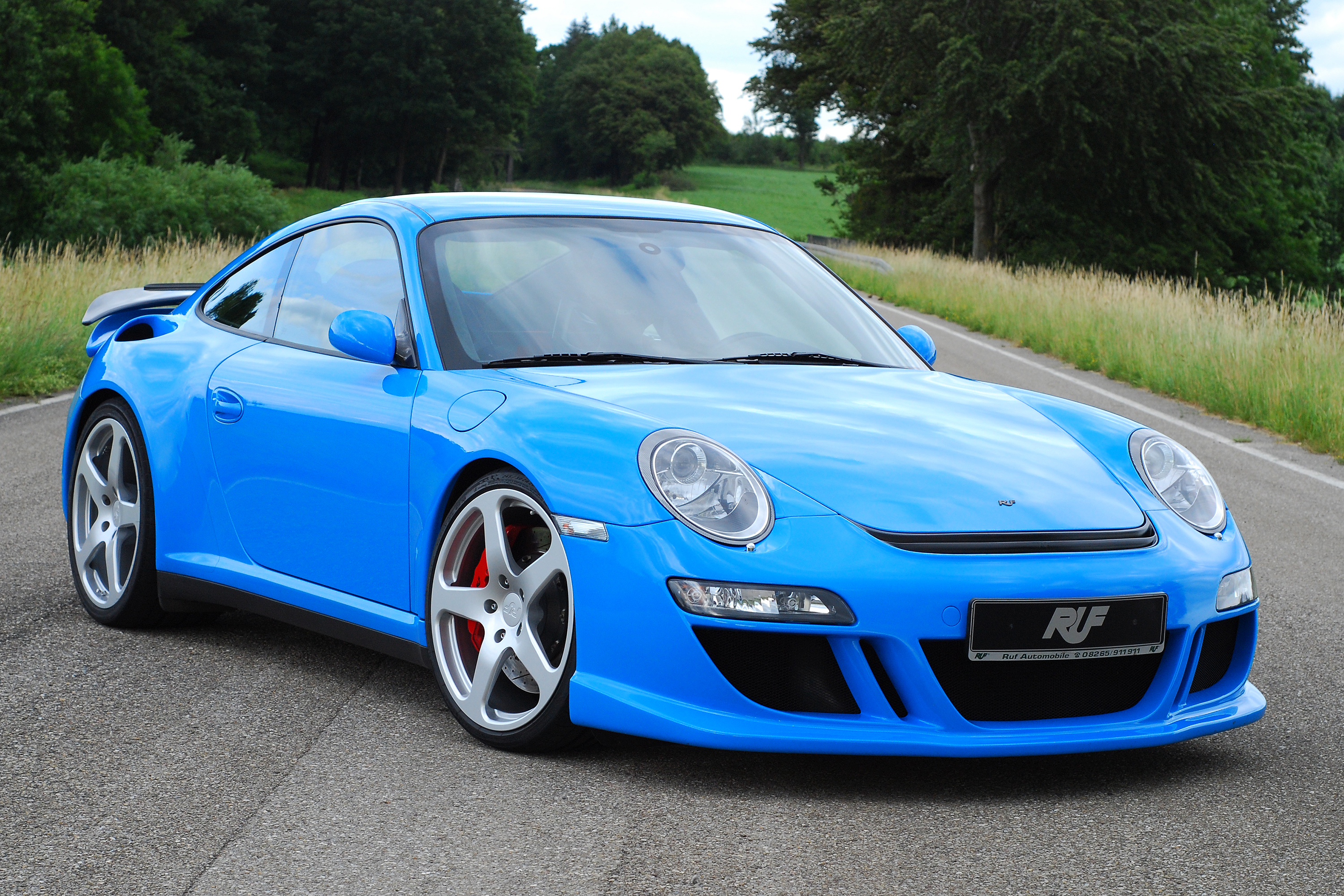

Ruf Rt 12 — спортивный автомобиль, построенный немецкой компанией Ruf Automobile и основанный на 997-м поколении Porsche 911.
Ruf представил модель осенью 2004 года на автосалоне в Эссене в качестве первого из своих предложений, построенных на новой платформе 997 Porsche. Двигатель объемом 3,6 л с двойным турбонаддувом сделан на основе предыдущего турбодвигателя поколения 996 и развивает мощность от 530 до 560 л. с. , в то время как 3,8-литровый вариант развивает от 685 л. с. до 730 л. с. в зависимости На отделке; Нацеливаясь на клиентов, требующих большей производительности и хардкорной обработки, чем Porsche 911 Turbo и GT2.
Rt 12 имеет специально разработанную конструкцию кузова Ruf, придающую автомобилю уникальный внешний вид, а также повышающую прижимную силу, улучшая стабильность на высокой скорости. В комплект поставки включены большие поперечные бурильные тормоза, хотя возникла дискуссия о том, какая часть модернизации система обеспечивает по сравнению с заводскими керамическими тормозами (PCCB), которые Porsche предлагает на модели «S» 997. Алоис Руф-младший, владелец компании, сомневается в жизни системы PCCB, которая, кажется, объясняет этот выбор тормозной системы..Кроме того, Ruf решил заменить заводскую «активную» подвеску на статическую систему собственной конструкции. В качестве опции предлагается система Ruf с гидравлическим управлением, разработанная совместно с Öhlins, которая может повысить высоту езды в таких ситуациях, как подъездные пути. Оптически RT 12 лучше всего отличить от стандартного Porsche 997 Turbo воздушными туннелями на верхнем заднем корпусе, снабжающим, как утверждается, более холодным воздухом для двух турбонагнетателей, чем нижние туннели в Porsche.
13, а вариант RWD доступен в качестве опции. Все, кроме двух клиентов, заказали Ruf Rt 12 с AWD. Начиная с 2012 года, доступны два планки Rt 12. Rt 12 S — стандартная модель, в то время как Rt 12 R имеет крыло GT для дополнительной прижимной силы. Оба устройства можно заказать с помощью AWD или RWD.

## Производительность
Rt 12 является одним из самых быстрых серийных автомобилей в мире, имея ускорение 0-60 миль/ч (0-97 км/ч), равное 2,8 с, и максимальную скорость 219 миль/ч (352 км/ч) со стандартным переключением передач, что является схожим с рекордом RUF CTR2 в 1996 году, который показал скорость 217 миль/ч. Это дало ему превосходные характеристики по сравнению с аналогичными суперкарами, такими как Ferrari Enzo, Porsche Carrera GT и Mercedes-Benz SLR McLaren (производство SLR было прекращено в 2010 году). Сопоставимые с Rt 12 суперкары включают в себя McLaren MP4-12C (который имеет лучшее ускорение, но чуть более низкую максимальную скорость), и Ferrari 458 Italia .
Несмотря на то, что максимальная скорость официально заявлена как 219 миль/ч (352 км/ч), есть настройки КПП, которые, как сообщается, повышают показатели автомобиля с мощностью 685 л. с. (504 кВт) и крутящим моментом 880 Нм до скорости свыше 224 миль/ч (360 км/ч). Поскольку каждый Rt 12 изготавливается в соответствии с индивидуальными требованиями заказчика, такими как задний или полный привод, подвеска и двигатель, фактический вес и характеристики варьируются для каждого отдельного автомобиля.

## Стоимость
Базовая цена Ruf Rt 12 составляет 224 300 евро (287 799,33 доллара США)..